# ناگارزه، تبت
ناگارزه، تبت (به لاتین: Nagarzê) یک شهرک در جمهوری خلق چین است که در شهریتان ناگارزه واقع شده‌است. ناگارزه
- نفر جمعیت دارد.